# What a Man Gotta Do
«What A Man Gotta Do» es una canción interpretada por el grupo estadounidense Jonas Brothers. La canción se lanzó como sencillo el día 17 de enero de 2020 a través de Republic Records.

## Antecedentes
El grupo anunció el nombre de la canción junto con su fecha de lanzamiento el día 14 de enero de 2020.

## Recepción crítica
Peggy Sirota para Billboard describió a la canción como «pegadiza» y que está acompañada de un «video musical igualmente emocionante».

## Presentaciones en vivo
El 25 de enero de 2020, el grupo interpretó la canción en vivo por primera vez en el Hollywood Palladium durante el Citi Sound Vault. También, interpretaron la canción en vivo durante la 62a Entrega Anual de los Premios Grammy, así como canción inédita llamada «Five More Minutes».  Interpretaron la canción en vivo durante el primer show de su etapa europea de la gira Happiness Begins Tour.

## Video musical
Después de varios días de anunció, el grupo lanzó su nuevo sencillo «What A Man Gotta Do» el día 2 de febrero de 2020, junto con un video en el que recrean tres conocidas películas de los ochenta. En día del lanzamiento, se revelaron pistas sobre los temas del video a través de carteles de películas retro que reflejan películas clásicas de finales de los setenta y ochenta.
Cuenta con la participación de Matthew Modine.

### Sinopsis
El video está protagonizado por Nick Jonas y Priyanka Chopra haciendo su mejor recreación bailando en la sala de Risky Business. Luego, están Joe Jonas y Sophie Turner, quienes interpretan a Danny y Sandy en el baile de la escuela de Grease. Para terminar, Kevin Jonas realiza la icónica escena de Say Anything, sosteniendo un boombox fuera de la ventana de la habitación junto con su esposa Danielle.

## Lista de ediciones
Descarga digital
| N.º | Título                         | Duración |  |
| 1.  | «What A Man Gotta Do» (single) | 3:00     |  |

## Posicionamiento en listas
| Listas (2020)                             | Mejor posición |
| ----------------------------------------- | -------------- |
| Alemania (Media Control Charts)           | 67             |
| Australia (ARIA)                          | 24             |
| Austria (Ö3 Austria Top 40)               | 33             |
| Bélgica (Ultratop 50) Flanders            | 33             |
| Bélgica (Ultratop) Wallonia               | 19             |
| Canadá (Canadian Hot 100)                 | 19             |
| Canadá CHR/Top 40 (Billboard)             | 30             |
| Canadá Hot AC (Billboard)                 | 32             |
| Ecuador (National-Report)                 | 52             |
| Escocia (Official Charts Company)         | 8              |
| Eslovaquia (Singles Digitál Top 100)      | 41             |
| Estados Unidos (Billboard Hot 100)        | 16             |
| Estados Unidos (Adult Contemporary)       | 29             |
| Estados Unidos (Adult Top 40)             | 17             |
| Estados Unidos (Mainstream Top 40)        | 19             |
| Francia (SNEP)                            | 164            |
| Hungría (Single Top 40)                   | 18             |
| Hungría (Stream Top 40)                   | 24             |
| Irlanda (IRMA)                            | 22             |
| Nueva Zelanda Hot Singles (RMNZ)          | 31             |
| Países Bajos (Tipparade)                  | 7              |
| Países Bajos (Single Top 100)             | 69             |
| Reino Unido (UK Singles Chart)            | 33             |
| República Checa (Singles Digitál Top 100) | 24             |
| Suecia Heatseeker(Sverigetopplistan)      | 64             |
| Suiza (Schweizer Hitparade)               | 35             |

## Certificaciones
| País (organismo certificador) | Certificación | Unidades certificadas |
| ----------------------------- | ------------- | --------------------- |
| Australia (ARIA)              | Oro           | 35 000                |
| Canadá (Music Canada)         | Oro           | 40 000                |
| Reino Unido (BPI)             | Plata         | 200 000               |

## Historial de lanzamiento
| País           | Fecha                | Formato                     | Discográfica     | Ref    |
| -------------- | -------------------- | --------------------------- | ---------------- | ------ |
| Varios         | 2 de febrero de 2020 | Descarga digital, Streaming | Republic Records | [ 14 ] |
| Australia      | 2 de febrero de 2020 | Contemporary hit radio      | Universal Music  | [ 44 ] |
| Reino Unido    | 18 de enero de 2020  | Contemporary hit radio      | Island Records   | [ 45 ] |
| Estados Unidos | 20 de enero de 2020  | Adult contemporary          | Republic Records | [ 46 ] |
| Estados Unidos | 21 de enero de 2020  | Contemporary hit radio      | Republic Records | [ 47 ] |